# IC 4036
IC 4036 је појединачна звијезда у сазвјежђу Ловачки пси која се налази на листи објеката дубоког неба у Индекс каталогу.
Деклинација објекта је + 36° 54' 34" а ректасцензија 13h 0m 20,6s.